# Karigador
Karigador (en italien : Carigador) est une localité de Croatie située en Istrie, dans la municipalité de Brtonigla, dans le comitat d'Istrie. En 2001, la localité comptait 141 habitants.

## Démographie
| 1948 | 1953 | 1961 | 1971 | 1981 | 1991 | 2001 |
| ---- | ---- | ---- | ---- | ---- | ---- | ---- |
| 52   | 34   | 40   | 42   | 0    | 0    | 141  |